# Matariki Falls
Die Matariki Falls sind ein Wasserfall nordwestlich der Ortschaft Whakapapa Village im Tongariro-Nationalpark in der Region Manawatū-Whanganui auf der Nordinsel Neuseelands. Er liegt in Nachbarschaft zur Mahuia Rapid und zu den Toakakura Falls im Lauf des Whakapapanui Stream. Seine Fallhöhe beträgt 11 Meter.
Der New Zealand State Highway 47 von Ketetahi nach National Park quert den Whakapapanui Stream unweit des Wasserfalls.